# آلدیانووا دی کامروس
آلدیانووا دی کامروس (به اسپانیایی: Aldeanueva de Cameros) یک منطقهٔ مسکونی در اسپانیا است که در لاریوخا واقع شده‌است. آلدیانووا دی کامروس ۱۱ نفر جمعیت دارد.